# David Huddleston
David Huddleston (Vinton, 17 september 1930 – Sante Fe, 2 augustus 2016) was een Amerikaans acteur. Hij werd in 1990 genomineerd voor een Primetime Emmy Award voor zijn gastrol als opa Arnold in de komedieserie The Wonder Years. Huddleston maakte zijn acteerdebuut in 1960 in een aflevering van de westernserie Shotgun Slade. Zijn eerste filmrol volgde in 1963, als een niet bij naam genoemd personage in de dramafilm All the Way Home.

## Filmografie
*Exclusief 20+ televisiefilms
| - Locker 13 (2014) - Saving Grace B. Jones (2009) - Postal (2007) - The Producers (2005) - G-Men from Hell (2000) - The Big Lebowski (1998) - Grotesque (1997) - Joe's Apartment (1996) - Something to Talk About (1995) - Cultivating Charlie (1994) - Life with Mikey (1993) - Frantic (1988) - Santa Claus (1985) - The Act (1984) - Nati con la camicia (1983) - Smokey and the Bandit II (1980) - Gorp (1980) - Zero to Sixty (1978) - The World's Greatest Lover (1977) - Capricorn One (1977) | - The Greatest (1977) - I due superpiedi quasi piatti (1977) - Breakheart Pass (1975) - Klansman (1974) - Nightmare Honeymoon (1974) - Billy Two Hats (1974) - Blazing Saddles (1974) - McQ (1974) - Country Blue (1973) - Bad Company (1972) - Something Big (1971) - Fools' Parade (1971) - Rio Lobo (1970) - Norwood (1970) - WUSA (1970) - Slaves (1969) - A Lovely Way to Die (1968) - Black Like Me (1964) - All the Way Home (1963) |

## Televisieseries
*Exclusief eenmalige gastrollen
- Jericho - E.J. Green (2007-2008, twee afleveringen)
- The West Wing - Senator Max Lobell (2000-2002, twee afleveringen)
- Gilmore Girls - Mayor Harry Porter (2000-2001, twee afleveringen)
- The Wonder Years - Opa Arnold (1990-1992, vier afleveringen)
- Our House - J.J. Moon (1986-1987, twee afleveringen)
- Trapper John, M.D. - Wallace Surtees (1982, twee afleveringen)
- Hizzonner - Mayor Cooper (1979, zeven afleveringen)
- The Kallikaks - Jasper T. Kallikak (1977, vijf afleveringen)
- How the West Was Won - Christy Judson (1977, miniserie)
- Once an Eagle - Earl Preis (1976, miniserie)
- Sanford and Son - Agent (1976, twee afleveringen)
- Petrocelli - John Ponce (1974-1975, drie afleveringen)
- Tenafly - Sam Church (1973, twee afleveringen)
- Hawkins - Joseph Harrelson (1973, twee afleveringen)

- Biblioteca Nacional de España: XX1599794
- Bibliothèque nationale de France: cb13895381p (data)
- Gemeinsame Normdatei: 1110911688
- International Standard Name Identifier: 0000 0001 1491 0361
- Library of Congress Control Number: no00010838
- Système universitaire de documentation: 158879899
- Virtual International Authority File: 44485355
- WorldCat: E39PBJtmrtBh38DMKm7mF34KBP